# NeoX
NeoX引擎是由网易游戏开发的游戏引擎，并作为《逆水寒》，《明日之后》等游戏的主要引擎。它已被用于由网易雷火科技有限公司，网易杭州互娱等网易旗下工作室开发的游戏中。